# Елисеево (Тверская область)
Елисе́ево — деревня в Кесовогорском районе Тверской области. Центр Елисеевского сельского поселения.

## География
Находится в 4 км к югу от посёлка Кесова Гора. В 0,5 км от восточной окраины деревни расположен остановочный пункт 233 км.

## История
По данным 1859 года казённая деревня Елисеево, имеет 59 дворов и 455 жителей. Во второй половине XIX — начале XX века деревня относилась к Гущинскому приходу Суходольской волости Кашинского уезда Тверской губернии. В 1889 году — 91 двор, 555 жителей, земская школа, мелочная лавка. С 1935 года Елисеево центр одноимённого сельсовета Кесовогорского района Калининской области.
В 1980-е годы к Елисеево присоединена соседняя деревня Демидово.
В 1997 году — 82 хозяйства, 203 жителя. Инфраструктура — администрация сельского округа, центральная усадьба колхоза «Правда», неполная средняя школа, детский сад, ДК, библиотека, медпункт, магазин.
Детсад закрыт в 2001 году. Неполная средняя школа закрыта в 2012 году. В Доме Культуры функционирует только библиотека. Колхоз «Правда» перестал существовать в 2013 году. Числится как СПК Елисеево.

## Население
| 1859 | 1889 | 1897 | 1997 | 2002 | 2010 |
| ---- | ---- | ---- | ---- | ---- | ---- |
| 452  | ↗574 | ↘521 | ↘203 | ↘199 | ↘173 |